# Tolerančni patent
Tolerančni patent je izraz za serijo predpisov, ki jih je izdal cesar Jožef II. v okviru svojih reform v Habsburški monarhiji. Priznanim verskim manjšinam je omogočil pravico do svobodne izbire veroizpovedi in zasebnega bogoslužja.
Tolerančne patente lahko pojmujemo kot konec protireformacije.

## Patent iz leta 1781
Patent, izdan 13. oktobra 1781, je prvič po protireformaciji in vestfalskem miru v deželah pod habsburško krono omogočil opravljanje cerkvenih obredov luteranom, kalvincem ter pravoslavcem. Husiti so bili še naprej v ilegali.
Kljub patentu je rimokatoliška cerkev ostala državna cerkev s številnimi privilegiji. Med drugim je bila pristojna za vodenje matičnih knjig, pa tudi sklenitev zakonske zveze je moral potrditi rimokatoliški župnik. Protestantske molilnice niso smele izgledati kot cerkve, ampak kot meščanske hiše, niti niso smele imeti zvonika in vhoda z glavne ceste.

## Patent iz leta 1782
V patentu iz leta 1782 so dobili tudi judje večje svoboščine v opravljanju svojih verskih obredov.

## Patent iz leta 1785
S patentom izdanim 11. decembra 1785 je bilo legalizirano prostozidarstvo, vendar je bil dostop do lož omejen.

## Težave prestopa
Od leta 1787 so otežili prestop iz rimokatoliške v evangeličansko vero tako, da je moral vsak prestopnik prisostvovati šesttedenskemu pouku o verovanju.

## Nadaljnji razvoj
Leta 1861 so dobili protestanti nadaljnje svoboščine v opravljanju verskih obredov, država pa se je umaknila iz nadzora. Od tega časa naprej so mnoge »tolerančne molilnice« prezidali, da so bile prepoznavne kot cerkve.